# Liste der Monuments historiques in Saint-Bernard (Ain)
Die Liste der Monuments historiques in Saint-Bernard (Ain) führt die Monuments historiques in der französischen Gemeinde Saint-Bernard auf.

## Liste der Bauwerke
| Bezeichnung                            | Beschreibung              | Standort                                       | Kennzeichnung | Schutzstatus | Datum | Bild           |
| -------------------------------------- | ------------------------- | ---------------------------------------------- | ------------- | ------------ | ----- | -------------- |
| Schloss La Bruyère, ehemaliges Priorat | Erbaut im 12. Jahrhundert | 48 quai Sainte-Catherine (Lage)                | PA01000007    | Inscrit      | 1997  | weitere Bilder |
| Schloss                                | Erbaut im 14. Jahrhundert | Bourguignon 152, avenue Suzanne-Valadon (Lage) | PA00116614    | Classé       | 1997  | weitere Bilder |